# Seth Williams
Seth Williams (Tuscaloosa, 10 aprile 2000) è un giocatore di football americano statunitense che milita nel ruolo di wide receiver per i Las Vegas Raiders della National Football League (NFL).

## Carriera

### Denver Broncos
Williams al college giocò a football ad Auburn. Fu scelto nel corso del sesto giro (219º assoluto) nel Draft NFL 2021 dai Denver Broncos. Fu svincolato il 31 agosto 2021 e rifirmò con la squadra di allenamento il giorno successivo. Fu promosso nel roster attivo il 3 gennaio 2022. Nella sua stagione da rookie disputò 2 partite, di cui una come titolare, con una ricezione per 34 yard.

### Jacksonville Jaguars
IL 2 settembre 2022 Williams firmò con la squadra di allenamento dei Jacksonville Jaguars. Il 23 gennaio 2023 firmò da riserva/contratto futuro.
Il 29 agosto 2023 Williams fu svincolato e poi aggregato alla squadra di allenamento il giorno successivo. Il 9 gennaio 2024 firmò da riserva/contratto futuro.
Il 25 agosto 2024 fu svincolato.

### Dallas Cowboys
Il 9 ottobre 2024 Williams firmò con la squadra di allenamento dei Dallas Cowboys. Il 6 gennaio 2025 firmò da riserva/contratto futuro.
Il 7 maggio 2025 Williams fu svincolato.

### DC Defenders
Il 12 maggio 2025 Williams firmò con i DC Defenders della United Football League.

### Las Vegas Raiders
Il 22 luglio 2025 Williams firmò con i Las Vegas Raiders.